# Nuoto ai Giochi della XXXI Olimpiade - Staffetta 4x100 metri stile libero femminile
La staffetta 4x100 metri femminile dei Giochi di Rio de Janeiro 2016 è stata disputata il 6 agosto 2016. Hanno partecipato 16 nazionali che hanno schierato un totale di 84 atlete.

## Record
Prima della competizione i record mondiale e olimpico erano i seguenti:
| Record mondiale | 3'30"98 | Australia Bronte Campbell (53"15) Melanie Schlanger (52"76) Emma McKeon (52"91) Cate Campbell (52"16)    | 24 luglio 2014 Glasgow, Scozia     |
| Record olimpico | 3'33"15 | Australia Alicia Coutts (53"90) Cate Campbell (53"19) Brittany Elmslie (53"41) Melanie Schlanger (52"65) | 28 luglio 2012 Londra, Inghilterra |

Durante la gara sono stati stabiliti i seguente record:
| Data     | Evento   | Nazione   | Atlete                                                                                        | Tempo   | Record          |
| -------- | -------- | --------- | --------------------------------------------------------------------------------------------- | ------- | --------------- |
| 6 agosto | Batterie | Australia | Madison Wilson (54"11) Brittany Elmslie (53"22) Bronte Campbell (53"26) Cate Campbell (51"80) | 3'32"39 | Record olimpico |
| 6 agosto | Finale   | Australia | Emma McKeon (53"41) Brittany Elmslie (53"12) Bronte Campbell (52"15) Cate Campbell (51"97)    | 3'30"65 | Record mondiale |

## Risultati

### Batterie
| Posizione | Batteria | Corsia | Nazione     | Nuotatrici                                                                                                 | Tempo   | Note |
| --------- | -------- | ------ | ----------- | --- | ------- | ---- |
| 1         | 2        | 4      | Australia   | Madison Wilson (54.11) Brittany Elmslie (53.22) Bronte Campbell (53.26) Cate Campbell (51.80)              | 3:32.39 | Q,   |
| 2         | 2        | 5      | Stati Uniti | Amanda Weir (53.60) Lia Neal (53.63) Allison Schmitt (53.72) Katie Ledecky (52.64)                         | 3:33.59 | Q    |
| 3         | 2        | 3      | Canada      | Sandrine Mainville (54.17) Chantal Van Landeghem (52.90) Michelle Williams (53.73) Taylor Ruck (53.04)     | 3:33.84 | Q    |
| 4         | 1        | 3      | Italia      | Erika Ferraioli (54.91) Silvia Di Pietro (53.96) Aglaia Pezzato (53.86) Federica Pellegrini (53.17)        | 3:35.90 | Q    |
| 5         | 1        | 4      | Paesi Bassi | Inge Dekker (54.75) Marrit Steenbergen (53.31) Maud van der Meer (53.88) Femke Heemskerk (54.00)           | 3:35.94 | Q    |
| 6         | 1        | 5      | Svezia      | Michelle Coleman (54.39) Louise Hansson (54.69) Ida Lindborg (54.77) Sarah Sjöström (52.57)                | 3:36.42 | Q    |
| 7         | 1        | 2      | Giappone    | Miki Uchida (53.93) Rikako Ikee (53.41) Misaki Yamaguchi (54.87) Yayoi Matsumoto (54.53)                   | 3:36.74 | Q    |
| 8         | 2        | 2      | Francia     | Beryl Gastaldello (54.94) Charlotte Bonnet (53.16) Mathilde Cini (54.64) Anna Santamans (54.11)            | 3:36.85 | Q    |
| 9         | 1        | 6      | Cina        | Zhu Menghui (54.06) Sun Meichen (54.79) Tang Yi (54.56) Shen Duo (53.84)                                   | 3:37.25 |      |
| 10        | 2        | 7      | Russia      | Veronika Popova (54.35) Viktoriia Andreeva (54.45) Rozaliya Nasretdinova (54.32) Nataliya Lovtsova (54.56) | 3:37.68 |      |
| 11        | 2        | 6      | Brasile     | Larissa Oliveira (55.54) Etiene Medeiros (53.99) Daynara de Paula (54.81) Manuella Lyrio (55.06)           | 3:39.40 |      |
| 12        | 1        | 7      | Danimarca   | Pernille Blume (54.54) Julie Kepp Jensen (54.79) Sarah Bro (55.75) Mie Nielsen (54.37)                     | 3:39.45 |      |
| 13        | 2        | 1      | Spagna      | Fatima Gallardo (55.84) Marta González (54.98) Patricia Castro (55.08) Melania Costa Schmid (54.56)        | 3:40.46 |      |
| 14        | 2        | 8      | Svizzera    | Maria Ugolkova (54.75) Alexandra Touretski (55.28) Danielle Villars (55.37) Noemi Girardet (55.62)         | 3:41.02 |      |
| 15        | 1        | 1      | Polonia     | Katarzyna Wilk (55.34) Alicja Tchórz (55.01) Aleksandra Urbańczyk (55.78) Anna Dowgiert (55.30)            | 3:41.43 |      |
| 16        | 1        | 8      | Israele     | Keren Siebner (55.60) Zohar Shikler (55.29) Amit Ivry (55.71) Andrea Murez (55.37)                         | 3:41.97 |      |

### Finale
| Posizione | Corsia | Nazione     | Nuotatrici                                                                                          | Tempo   | Note            |
| --------- | ------ | ----------- | --------------------------------------------------------------------------------------------------- | ------- | --------------- |
| Oro       | 4      | Australia   | Emma McKeon (53.41) Brittany Elmslie (53.12) Bronte Campbell (52.15) Cate Campbell (51.97)          | 3:30.65 | Record mondiale |
| Argento   | 5      | Stati Uniti | Simone Manuel (53.36) Abbey Weitzeil (52.56) Dana Vollmer (53.18) Katie Ledecky (52.79)             | 3:31.89 |                 |
| Bronzo    | 3      | Canada      | Sandrine Mainville (53.86) Chantal Van Landeghem (53.12) Taylor Ruck (53.19) Penny Oleksiak (52.72) | 3:32.89 |                 |
| 4         | 2      | Paesi Bassi | Marrit Steenbergen (54.29) Femke Heemskerk (53.47) Inge Dekker (53.85) Ranomi Kromowidjojo (52.20)  | 3:33.81 |                 |
| 5         | 7      | Svezia      | Michelle Coleman (54.19) Sarah Sjöström (52.47) Ida Marko-Varga (54.70) Louise Hansson (54.54)      | 3:35.90 |                 |
| 6         | 6      | Italia      | Erika Ferraioli (55.21) Silvia Di Pietro (53.69) Aglaia Pezzato (53.99) Federica Pellegrini (53.89) | 3:36.78 |                 |
| 7         | 8      | Francia     | Beryl Gastaldello (54.83) Charlotte Bonnet (53.17) Mathilde Cini (54.92) Anna Santamans (54.53)     | 3:37.45 |                 |
| 8         | 1      | Giappone    | Miki Uchida (54.23) Rikako Ikee (53.98) Misaki Yamaguchi (55.11) Yayoi Matsumoto (54.46)            | 3:37.78 |                 |